# Il viale della speranza
 (прев. Staza nade) je italijanski crno-bijeli igrani film snimljen 1953. u režiji Dina Risija. Protagonistice su tri mlade cimerke koje osim sobe dijele i san o tome da će se proslaviti kao filmske glumice te, svaka na svoj način, pokušava dobiti angažman u rimskoj Cinecitti.

## Spoljašnje veze
- Il viale della speranza na sajtu  (jezik: engleski)